# Karel Weinfurter
Karel Weinfurter (27. května 1867, Jičín – 14. března 1942, Praha) byl překladatel, spisovatel a mystik. Jako badatel v oblasti okultismu dosáhl světového renomé především svým dílem Ohnivý keř čili odhalená cesta mystická (1. vyd. 1923). Vedl spolek praktické mystiky Psyché, vydával mystice a okultismu věnovanou revue Psyche a byl členem společnosti českých hermetiků Universalia. Spolu s Gustavem Meyrinkem byl mezi prvními, kdo v Čechách začali koncem 19. století prakticky provozovat jógu. Napsal necelou stovku knih a kolem tří set jich přeložil.
Jeho životopiscem byl Josef Sanitrák.

## Život

### Mládí
Narodil se jako jedináček v rodině vojáka c. a k. rakousko-uherské armády Karla Weinfurtera a jeho manželky Antonie, rozené Jiránkové. Otec brzy po jeho narození odešel k civilnímu zaměstnavateli. Roku 1880 se rodina přestěhovala do Prahy, kde se otec živil jako obchodník. Od učitele náboženství na reálce v Ječné ulici se Karel dozvěděl o spiritismu. S kamarády se pak pokoušel podle různých návodů spatřit duchy, ale též získat schopnosti média, což se mu údajně podařilo (před smrtí korunního prince Rudolfa měl o tom dokonce dostat z „říše duchů“ proroctví). Tento zájem jej natolik pohltil, že kvůli němu musel opustit školu a na nějaký čas skončil dokonce v psychiatrickém ústavu.

### Teosofická lóže
Roku 1890 se ve spiritistickém kroužku seznámil s baronem Adolfem Franzem Leonhardim a vídeňským rodákem Gustavem Meyerem, známějším dnes pod pozdějším literárním jménem Gustav Meyrink. Společně s několika dalšími osobami (jejich počet osciloval zpočátku mezi 8 a 12, později se rozšířil) založili teosofickou lóži U modré hvězdy, v níž se věnovali studiu teosofické, ale též zednářské a rosekruciánské literatury a také naukám indické filozofie. K dispozici zde měli už i první spisy mystiků, jimž však v oné době ještě málo rozuměli.
Do společnosti je zasvěcovala význačná osobnost evropské teosofie a okultismu vůbec – Friedrich Eckstein z Vídně. Skrze něj se pak dostali k německému učiteli křesťanské mystiky Mailänderovi, jehož přijali za duchovního vůdce. Jeho učení navazovalo především na křesťanského mystika Jakuba Böhmeho (toho později Weinfurter označil za „krále všech mystiků“) a částečně na rosekruciánskou symboliku.

### Veřejné působení
Prvním zaměstnáním se Karlu Weinfurterovi stalo místo poštovního úředníka, dále pracoval jako asistent prodavače obrazů, byl tajemníkem Jaroslava Vrchlického. V této době mu byly v Máji otištěny první básně a zahájil novinářskou kariéru recenzemi a fejetony do několika listů. Po jistou dobu působil i jako úředník kanceláře a pomocný učitel na c. k. České univerzitě Karlo-Ferdinandově v Celetné ulici.
Poté pracoval jako redaktor u vydavatele J. R. Vilímka, pro něhož začal překládat beletrii z angličtiny a němčiny. Překladatelství se Weinfurterovi stalo hlavním zdrojem obživy více méně až do konce života.
V době práce u Vilímka poznal na kurzech angličtiny svou o 25 let mladší životní partnerku a pomocnici Boženu Kalivodovou (* 1892), s níž roku 1914 uzavřel manželství.
Vilímek Weinfurterovi vydal jeho vůbec první knihu Divy a kouzla indických fakirů (1913), která se dočkala celkem tří vydání.
Vedle všech těchto aktivit se Weinfurter zájmově zabýval i např. sportovní střelbou (psal o ní články do odborného tisku) a studiem hudby a malířství, především však entomologií, naukou o hmyzu; tento zájem zúročil v odborné publikaci o mikroskopii, podle níž se učilo na vysokých školách; byl po něm pojmenován i jeden druh mouchy, kterou objevil na Barrandově.
Po válce začal Weinfurter úzce spolupracovat s vydavatelem Janem Zmatlíkem, pro jehož Knihovnu šťastných lidí přeložil množství okultní a duchovní literatury a několika tituly přispěl sám. V polovině roku 1921 u něj začal redigovat Okultní a spiritualistickou revue, první český časopis, který se zabýval syntézou ezoteriky různých náboženských a filozofických systémů, a v němž na vydavatelovu žádost poprvé zveřejnil článek o mystice s popisem mystických cvičení. Nečekaný ohlas článku si vyžádal několik pokračování. V té době byl veřejně napaden přerovským hermetikem Otakarem Griesem, který si osoboval právo na jediný správný (magický) výklad tzv. písmenkových cvičení. Když Weinfurter mystické pojetí (které ovšem nebylo jeho, ale kterému ho naučil jeho rosekruciánský učitel) bránil v revue, Griese ve svých útocích pokračoval, a proto Weinfurter redigování revue vzdal.
Na výzvu Zmatlíka začal pracovat na obsáhlejším spisu o mystice. Když kniha s názvem Ohnivý keř čili odhalená cesta mystická poprvé vyšla na Velikonoce roku 1923, šestapadesátiletý Weinfurter netušil, že v jeho životě nastává zlom. Kniha byla velice rychle vyprodána a vzedmula nečekanou vlnu zájmu o mystiku. Weinfurterovu práci uznávali i někteří katoličtí kněží; podle Ohnivého keře cvičili mniši v některých řádech a v církvi vyvolal zájem o mystiku, který se projevil překlady děl několika dosud opomíjených světců do češtiny. Za pomoci mecenáše začal Weinfurter roku 1924 vydávat revui Psyche věnovanou mystice. Kolem něj se vytvořil kruh zájemců, který se stal základem pozvolna vznikajícího spolku s podobným názvem Psyché. Domácí řád spolku velel všem členům praktikovat mystická cvičení podle Ohnivého keře – jiné praktiky byly výslovně zakázány. Vedle přednášek bylo další aktivitou spolku vydávání publikací, spisů Weinfurterových nebo jeho překladů.
Roku 1937 na pozvání spolku přicestoval do Prahy britský novinář a badatel Paul Brunton, jehož nejdůležitější knihy Weinfurter rovněž přeložil a vydal, a díky němuž se čeští mystici dozvěděli o Mahárišim. Osoba tohoto indického mudrce se stala pro další rozvoj české mystiky rovněž zásadně důležitou. Weinfurter byl prvním, kdo Mahárišiho základní spisy přeložil do češtiny (1940).

### Závěr života
Období rozvoje mystiky bylo násilně přerušeno až válečným obdobím. Weinfurter byl v době heydrichiády vzat do vazby a na následky nachlazení ve studené vězeňské cele krátce po propuštění zemřel.

## Dílo
Weinfurterovým jménem je podepsáno na osm desítek titulů. V mnoha případech jde však jen o brožurky, jejichž obsah je výtahem z jiných obsáhlejších děl.
Většina zájemců o mystiku zná zmíněný Ohnivý keř. Po prvém vydání jej Weinfurter podstatně rozšířil především o kapitolu věnovanou mystice křesťanské do definitivní podoby, jež vyšla ve druhém vydání roku 1930. Stejného roku vyšly v zahraničí dva překlady – německý a anglický. Od té doby se Ohnivý keř dočkal několika vydání českých i zahraničních a vyšla i jeho druhá a třetí část.
Často vydávaný je i dvoudílný Mystický slabikář, jehož obsah vystihuje podtitul Výklad mystických snů, symbolů a značek tajných charakterů rosikruciánských, jichž užívá Duch svatý, mluvě k člověku. Původně pro užší kruh členů spolku zamýšlená publikace se brzy dočkala dotisku a posléze druhého vydání, po roce 1989 vyšla opět dvakrát a stejně tak i v překladu německém. Weinfurter sám za své zásadní dílo považoval jedenáctidílný cyklus Bible ve světle mystiky, obsahující výklady a komentáře některých knih Nového Zákona a několika apokryfů z hlediska mystiky. Důležitá byla také kompilace Mistr Rámakrišna s podtitulem Jeho život a učení, vyčerpávající příspěvek k poznání života a učení významného indického světce.
Stejně významné jako knihy Weinfurterovy byly pro mystiku i některé z jeho překladů. Různé materiály uvádějí, že přeložil na tři sta knih; z nich odhadem dvě třetiny tvoří nikterak kvalitní beletrie – různé romantické romány, literatura dobrodružná, dětská aj. Z titulů literatury duchovní – tehdy ovšem namnoze označované za okultní – byly důležité první české překlady spisů indického světce Ramana Mahárišiho, dvousvazková kázání a podobenství od Mistra Eckharta, de Molinosův Duchovní vůdce, do češtiny také dosud nikým jiným nepřeložený, některé spisy Vivékánandovy, Blavatské Hlas ticha a její vůbec poslední dílo, beletristické Příšerné povídky, první české překlady nejdůležitějších knih P. Bruntona, spisy Kerningovy, ale také různě po jiných knihách nebo v revue Psyche roztroušené úryvky ze spisů J. Böhmeho, J. Leadové, J. Pordageho a jiných. Zajímavé jsou Weinfurterovy překlady a komentáře Kempenského Následování Krista a z hlediska mystiky zásadní překlad a výklad Bhagavadgíty.
Weinfurter dále napsal i osm sbírek pohádek a povídky, z nichž většina vycházela v různých dobových periodikách a některé vyšly i samostatně. Paměti okultisty se staly hojně citovaným dokumentem nejen počátků alternativních duchovědních bádání u nás, ale i epizod z osudů rozmanitých osobností, jako byli Julius Zeyer, Jaroslav Vrchlický, Gustav Meyrink a celá řada dalších. Válečné události už autorovi nedovolily připravit druhé vydání, jež hodlal rozšířit o další události.

### Weinfurterova mystická nauka
Ve svém učení navazoval jak na mystiky západní resp. křesťanské, jako byli Mistr Eckhart a jeho následovníci Heinrich Suso, Johannes Tauler, Jan van Ruysbroek, Tomáš Kempenský nebo Madame Guyonová, včetně heretiků jako Jakub Böhme, kvietisté Miguel de Molinos, John Pordage a Jane Leadová, ale i autoři spisů o mystice Karl von Eckhartshausen či zednář Johann Baptist Kerning. Stejně tak navazoval na mystiky resp. jogíny indické, počítaje v to Rámakrišnu a jeho žáky (s Abhédánandou byl Weinfurter v písemném kontaktu) či svého současníka Rámana Mahárišiho, prakticky všechny, kdo pokračovali v tradici původní indické védánty.
Mystika a jóga byly pro Weinfurtera synonymy mystické cesty v detailech se lišící, ale shodné v tom zásadním – v tiché koncentraci na duchovní resp. božskou podstatu člověka. Jógu a celou indickou nauku považoval za filozoficky daleko propracovanější, budovanou po tisíciletí a nezatíženou západním materialismem a civilizačními zvraty. Přejal z ní systém karmy a reinkarnace a Ježíše považoval za jednoho z Avatárů, vtělení božích, jakých bylo v historii více.
Dle Weinfurtera „v mystice neběží o názory, nýbrž o fakta“. Proces mystického zrání má totiž své průkazné znaky, a to ať jde o mystiku západní či východní. Mystika sama o sobě také není cílem, nýbrž pouze prostředkem k poznání, ať už ho lze chápat jako dosažení, kontemplaci či splynutí s Bohem, realizaci, uskutečnění, nirvánu, absolutno atd. Dosažení cíle je tím, oč v konečném důsledku běží, nikoliv cesta k němu.
Mystika je ve Weinfurterově systému cestou k porozumění mezi náboženstvím Východu a Západu, jejichž syntézu ve své nauce obhajoval. Není popřením náboženství, spíše je zbavuje dogmat a stává se jejich nadstavbou, ve které mystik Východu i Západu snadno najdou společnou řeč. Tohoto porozumění však mohou dosáhnout jen skutečně praktikující mystikové, a to ještě na jisté úrovni svého vývoje. Pro náboženské představitele či vůdce je to nemožné ze samé podstaty věci: museli by totiž uznat zastupitelnost svých nauk, zatímco oni pro obranu a uchování samotné existence svých institucí musejí naopak přesvědčovat o své výlučnosti.
Weinfurterovská mystika se tak stala alternativou pro duchovně hledající, které církve neuspokojily nebo přímo zklamaly. Z jeho díla a překladů čerpaly buď přímo nebo zprostředkovaně prakticky všechny osobnosti, které v Československu v oblasti alternativní (necírkevní) mystiky působily, ať to byl František Drtikol, Květoslav Minařík, Jiří Scheufler, J. Kočí, B. Hejhal, P. A. Toušek-Klíma, K. Makoň, manželé Eduard a Míla Tomášovi či Jiří Vacek a další.

### Zásadní díla
- Astrologie všeobecná (1931, 1999, 2000)
- Astrologie specielní (1931, 2000)
- Bible ve světle mystiky (11 dílů) (1929–1930)[10]
- Cesta královská (Zlatá brána k mystice) (1936, 1991; německy 1976, 1986, 1989)
- Divy a kouzla indických fakirů (1913, 1923,[11] 1947)
- Léčba nervů přírodními silami (1931, 1997, 2000)
- Mistr Ramakrišna Jeho učení a mystické zkušenosti (2 díly) (1933)
- Mystický slabikář to jest klíč pro žáky D. S. (1930, 1936,1994, 2000; německy 1954, 1981)
- Druhý mystický slabikář to jest klíč pro žáky D. S. (1932, 1994, 2000; německy 1959, 1981)
- Odhalená magie (1922)
- Ohnivý keř čili odhalená cesta mystická (1923[12], 1930, 1947[13], 1948, 1992, 1998, 2000; anglicky 1930, 1992, 1997; německy 1930, 1949, 1953, 1957, 1962, 1976, 1986)
- J. B. Kerning: Testament + K. Weinfurter: Praktická mystika – II. díl Ohnivého keře (1925, 1933, 1994)
- Ohnivý keř – Praktická mystika, díl III. (1930)
- Paměti okultisty (1933, 1999)
- Tajná tradice a učení Bratrů Rosikrucianů (1934[14], 1993)
- Tajné síly přírody a člověka (1924–1925,[15] 1948)
- Tajné společnosti okultní, mystické a náboženské (1933)[16]
- Učebnice magického myšlení (1935, 1995; německy 1965, 2004)
- Životní magnetismus (1927,[17] 1991)

### Jiná díla na internetu
- Vděčnost fakirova – Praha-Karlín: Emil Šolc, 1917[18]
- Jak badati ve spiritualismu. Zřizování a vedení kroužků a vývoj medií – Praha: Zmatlík a Palička, 1920[19]
- O vílách a čarodějích – ilustroval V. Čutta. Praha: Alois Hynek, 1920[20]
- Zoologicko-botanická mikroskopická technika: odborným i širším kruhům – Praha: I. L. Kober, 1924[21]
- V říši pohádek – sebral a upravil; ilustroval V. Čutta. Praha: Miloslav Nebeský, 1927[22]
- Zázraky a jejich výklad okultními naukami – Praha: Josef Springer, 1927[23]
- Spiritismus a věda – Praha: J. Springer, 1928[24]
- Sir Arthur Conan Doyle a spiritismus – Praha: Josef Hokr, 1930[25]
- Magie v lásce: tajemství lidské lásky a její okultní síly – Praha: Zmatlík a Palička, 1931[26]
- Nauka Bílé lóže: katechismus křesťanské mystiky – Praha: Psyche, 1932[27]
- Mystika všem: (zvláště rodičům) – Praha: Psyche, 1934[28]
- Druhý mystický sborník – sestavil. Praha: Psyche, 1936[29]
- Hypnosa a sugesce – Praha-Letná: Zmatlík a Palička, 1937[30]
- Správné vnuknutí: magická cesta ke štěstí, ovládnutí osudu a k úspěchu na základě okultních sil – Praha: vlastním nákladem, 1939[31]
- Telepatie: Návody k pokusům. Černá telepatie. Nebezpečná magická zrcadla – Praha: F. Jiroušek, 1939[32]

### Vybrané překlady
- Bhagavad-Gita (překlad a komentáře K. W.) (1926, 1935)
- H. P. Blavatská: Hlas ticha (1920, 1921, 1995), Příšerné povídky (1924)
- P. Brunton: Tajnosti indické (1937), Tajnosti egyptské (1937), Tajná stezka (1938)
- Bô Yin Râ: Kniha o živém Bohu (1921, 1922)
- E. Bulwer-Lytton: Zanoni (1919, 1931, 1993, dotisky b. d.)
- M. Collinsová: Světlo na cestu a Karma (1922)
- Mistr Eckhart: Mystická nauka Mistra Eckeharta z Hochheimu (1934, 1935)
- Johann Babtist Kerning: Cesta k nesmrtelnosti (1924), Příliv a odliv (1935), Student (1936), Zednář (1936)
- Jeane Leadová: O královském úřadu kněžském (Nauka bílé lóže IV.) (1932, 1998)
- Ramana Maháriši: Spisy Sri Ramana Maharišiho (1940)
- Miguel de Molinos: Duchovní vůdce, který odpoutává duši (1928, 1992)
- Abbé N. de Montfaucon de Villars: Hrabě de Gabalis (1932)
- Prentice Mulford: Dar Ducha (8 dílů) (1919–1922, 1992–1995, 1995–1996)
- Swami Svatmaram: Lampa k Hatha-Jógu (1936, 2016)
- Swami Vivékánanda: Budoucnost duchovního člověka (1919, 1921), Karma Yoga (1920, 1921, 1991), Radža Joga čili ovládnutí vnitřní podstaty (1924), Radža Joga, díl II. – *Patandžaliho výroky o Jogu (1925)
- Tomáš z Kempenu: Čtyry knihy o následování Krista (překlad a komentáře K. W.) (1931)
- Bessie Marchantová: Mladá hrdinka (1921)
- A. Conan Doyle: Země mlhy (1927)

### Překlady na internetu
- Žena, kterou jsi mi dal – Hall Caine. Praha: J. R. Vilímek, 1914[33]
- Poslední láska lorda Nelsona: román – Heinrich Vollrat Schumacher. Praha: J. R. Vilímek, 1914[34]
- Povídky z tropů – Joseph Conrad. Praha-Vinohrady: František Jiroušek, 1917[35]
- Olympští na zemi: humoristický román – z angličtiny; ilustroval Josef Ulrich. Praha-Vinohrady: F. Jiroušek, 1917[36]
- Hra srdcí: povídky – Elinor Glynová. Praha: Alois Neubert, 1918[37]
- Stellino vítězství – Elinor Glynová. Praha: A. Neubert, 1918[38]
- Zahrada Allahova – Robert Hichens. Praha-Smíchov: Jan Kotík, 1918[39]
- Katynčiny úspěchy: román – Elinor Glynová. Praha: A. Neubert, 1919[40]
- Tři týdny: román – Elinor Glynová. Praha: A. Neubert, 1919[41]
- Dobrodružství: román z jižních moří – Jack London. Praha: Bedřich Stýblo, 1919[42]
- Zanoni: román – E. L. Bulwer. Praha: F. Jiroušek, 1919[43]
- Dar ducha: (magické síly člověka a jejich použití). I. řada – Prentice Mulford. Praha: Zmatlík a Palička, 1919[44]
- Tajemná zahrada: román malé dívky – Frances Hodgson Burnettová. Praha: A. Neubert, 1920[45]
- Za skalami: román – Elinor Glynová. Praha: A. Neubert, 1920[46]
- Filosofie lásky – Elinor Glynová. Praha: A. Neubert, 1921[47]
- Dcera bouře: africký román – H. Rider Haggard. Praha: Jan Kotík, 1921[48]
- Karma yoga: cesta k dokonalosti skutky – Swami Vivekananda. Praha: Zmatlík a Palička, 1921[49]
- Malý lord Fauntleroy: s ilustracemi – F. H. Burnettová. Praha: Oldřich Pyšvejc, 1922[50]
- Krám starožitníkův – Charles Dickens. Praha: J. R. Vilímek, 1922[51]
- Budoucí lidstvo: dobrodružný román – Edward Bulwer. Praha: B. Stýblo, 1922[52]
- Podivná historie: román černého magika – Lytton Bulwer. Praha: Zmatlík a Palička, 1922[53]
- Dar ducha. VI. řada, Vzdělávání sebe, čili, Umění učiti se – Prentice Mulford. Praha: Zmatlík a Palička, 1922[54]
- Dar ducha. V. řada, Jak udržíme svoji sílu – Prentice Mulford. Praha: Zmatlík a Palička, 1922[55]
- Smějící se kavalír – Emma Orczyová. Praha: B. Stýblo, 1922[56]
- Z doby praeadamitů – Jack London. Praha: B. Kočí, 1923[57]
- Červený bedrník: román. Díl I – Emma Orczyová; ilustroval St. Hudeček. Praha: A. Neubert, 1924[58]
- Ztracený svět, čili, Zpráva o úžasných, nedávných dobrodružstvích profesora G. E. Challengera, lorda Johna Roxtona, prof. Summerleea a pana E. D. Malonea z redakce "Daily Gazette" – A. Conan Doyle. Praha: Josef Hokr, 1925[59]
- Srdce světa – Henry Rider Haggard. Praha: Miloslav Nebeský, 1925[60]
- Červený bedrník: román. Díl III., Lstivý Bedrník – Emma Orczyová; ilustroval St. Hudeček. Praha: A. Neubert, 1925[61]
- Mořský luňák – Rafael Sabatini. Praha: M. Nebeský, 1925[62]
- Červený Bedrník: román. Díl VI, Společnost Červeného Bedrníka – Emma Orczyová; ilustroval St. Hudeček. Praha: A. Neubert, 1925[63]
- Bhagavad-gita: píseň o božství čili nauka o božském bytí a nesmrtelnosti – Praha: Zmatlík a Palička, 1926[64], 1935[65]
- Země mlhy – A. Conan Doyle. Praha: J. Hokr, 1927[66]
- Prosté povídky z hor – Rudyard Kipling. Praha: J. R. Vilímek, 1927[67]
- Grizly "Admirál": dobrodružný román – Warren H. Miller. Praha: F. Jiroušek, 1927[68]
- Zlozvyk umírání – Prentice Mulford. Praha-Letná: Zmatlík a Palička, 1927[69]
- Láska ve starém Řecku: podle Longa, Platona, Theocrita, Biona a Moschusa, Sapho a Anakreonta – Alexandre Keller. Praha: A. Hynek, 1928[70]
- Duchovní vůdce, který odpoutává duši: praktická mystika – Michal de Molinos. Praha-Vinohrady: Psyche, 1929[71]
- Manželství paní Tromholtové: román – Hermann Sudermann. Praha: M. Nebeský, 1929[72][73]
- Proč nelze milovat?: román operního pěvce – Francis Marion Grawford. Praha: Antonín Plechatý, 1930[74]
- Lovci šelem – Zane Grey; s kresbami J. Židlického. Praha: Českomoravské podniky tiskařské a vydavatelské, 1930[75]
- Na velké cestě: moje výprava se Švédy, Němci a Číňany pouští Gobi – Sven Hedin; přeložili M. Mengrová a K. Weinfurter. Praha: Josef Elstner, 1930[76]
- Co pravím – vykonám – Percival Christopher Wren. Praha: Miloslav Nebeský, 1930[77]
- Tajné politické společnosti – Eugen Lennhoff. Praha: J. R. Vilímek, 1932[78]
- Hrabě de Gabalis – Henri de Montfaucon de Villars. Praha: Psyche, 1932[79]
- Příliv a odliv – Johann Babtist Kerning. Praha: Psyche, 1935[80]
- Zednář – J. B. Kerning [pseud]. Praha: Psyche, 1936[81]
- Až spáč procitne... – H. G. Wells. Praha: J. R. Vilímek, 1937[82]